# A1 Belarus
A1 Belarus – dostawca usług telekomunikacyjnych i treści, oferujący usługi ICT na Białorusi. Świadczy usługi telekomunikacyjne w standardzie GSM 900/1800, UMTS (WCDMA/HSDPA/HSUPA/HSPA+) oraz 4G (za pośrednictwem sieci beCloud), jest drugim pod względem liczby abonentów operatorem telefonii komórkowej na Białorusi. Od 2017 roku świadczy również usługi dostępu do internetu w standardach GPON, Ethernet we wszystkich miastach obwodowych republiki, Bobrujsku, Rzeczycy, Swietłogorsku i Dobruszu, a także telewizji cyfrowej IPTV pod marką VOKA. Do sierpnia 2019 r. firma prowadziła działalność pod marką velcom.

## Historia

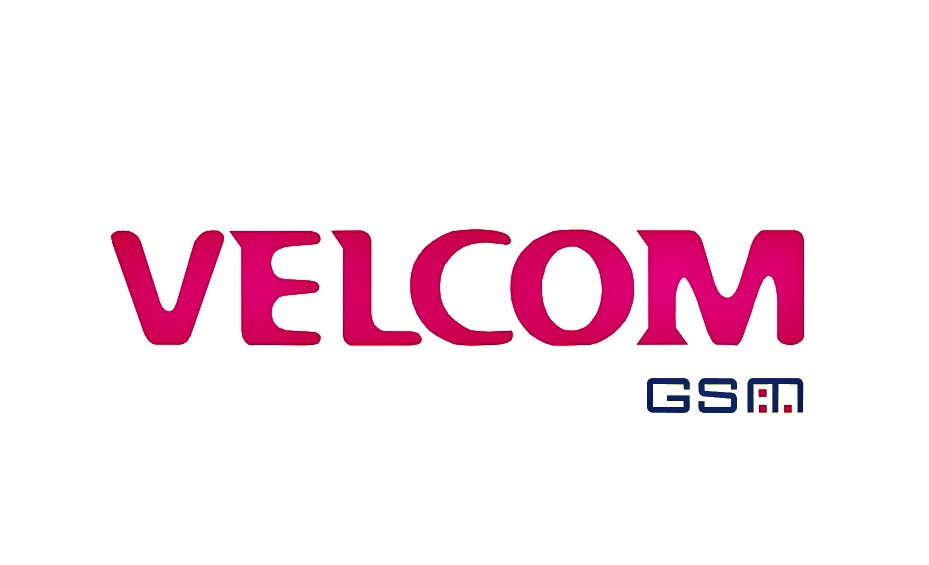
Logo firmy przed rebrandingiem w 2008 roku.

Logo firmy przed rebrandingiem w latach 2008–2019

Spółka zaczęła prowadzić działalność gospodarczą w zakresie usług i towarów telefonii komórkowej w dniu 16 kwietnia 1999 roku pod firmą „Mobilnaja Cyfrowaja Swiaz” Sp. z o.o. Joint Venture i została pierwszym operatorem komórkowym w standardzie GSM na Białorusi (pierwszym operatorem komórkowym był operator NMT BelCel).
Przed startem eksploatacji komercyjnej zostało uruchomione 10 stacji bazowych (9 w Mińsku oraz jedna w Orzesznikach w kierunku Lotniska Narodowego „Mińsk”). Do lata 2000 roku do sieci A1 zostały podłączone wszystkie miasta obwodowe państwa. Telefonia komórkowa pojawiła się na drodze Mińsk – Brześć – Orsza oraz w okolicznych miejscowościach. Z dniem 23 kwietnia 2007 roku komunikacja komórkowa A1 stała się dostępna dla wszystkich mieszkańców miast na Białorusi. W kwietniu 2019 roku przez operatora została uruchomiona pierwsza sieć GSM na terenie Poleskiego Państwowego Rezerwatu Radiacyjno-Ekologicznego.
Z dniem 15 marca 2001 roku abonenci A1 otrzymali możliwość wysyłać i odbierać wiadomości SMS, w czerwcu 2005 – wiadomości MMS.
2 czerwca 2003 roku operator wdrożył usługę GPRS. W grudniu 2005 roku w trzech obwodach republiki stała się dostępna technologia EDGE.
30 marca 2006 roku spółka A1 jako pierwsza na Białorusi przystąpiła do eksploatacji testowej łączności ruchomej trzeciej generacji. Sieć 3G została wdrożona w ciągu 27 dni. Komercyjne uruchomienie sieci 3G w Mińsku i Homlu odbyło się w dniu 17 marca 2010 roku. W lutym 2016 A1 jako pierwsza w kraju wdrożyła sieć 3G w paśmie 900 MHz, a w maju 2019 poprawiła przepustowość sieci 3G, jako pierwsza wyposażyła stacje przekaźnikowe w czwartą częstotliwość nośną w paśmie 2100 MHz.
Od listopada 2007 roku spółka wchodzi w skład A1 Group w wyniku nabycia najpierw 70% (listopad 2007), a następnie pozostałych 30% (październik 2010) akcji. Od czerwca 2019 abonenci A1 mogą korzystać z internetu w domowej cenie w sieciach operatorów A1 Group.
W maju 2008 roku spółka przeprowadziła rebranding – zmieniła logo oraz nazwę na „Velcom” Przedsiębiorstwo Unitarne.
W maju 2009 roku spółka podpisała umowę na wyłączność z firmą „BelCel” Sp. z o.o. Joint Venture o świadczenie usług szerokopasmowego dostępu do internetu na podstawie technologii CDMA2000 (EV-DO Rev.A). Usługi były oferowane do dnia 16 maja 2013 roku.
W 2014 roku wdrożona telewizja cyfrowa VOKA, rozpoczęto budowę własnego data center spółki, został uruchomiony oficjalny sklep internetowy. W maju 2020 roku firma rozszerzyła kanały sprzedaży online i otworzyła pierwszy wirtualny sklep.
Do 2017 roku A1 zamienia się w dużego gracza na rynku łączności stacjonarnej na Białorusi poprzez nabycie szeregu dostawców internetu. W tym samym roku spółka A1 została pierwszym operatorem telefonii komórkowej na świecie, który przekazał do eksploatacji komercyjnej w całości wirtualny rdzeń sieci komórkowej.
W 2017 roku A1 uzyskała koncesję na uruchomienie komercyjne pierwszej na Białorusi wąskopasmowej sieci NB-IoT przeznaczonej do Wąskopasmowego Internetu Rzeczy. Według stanu na rok 2019 tę technologię wdrożono w Mińsku i we wszystkich obwodowych miastach republiki.
W kwietniu 2018 roku dla abonentów A1 stały się dostępne połączenia przez Wi-fi z wykorzystaniem technologii VoWiFi (Voice over Wi-Fi albo Wi-Fi Calling). W grudniu 2019 roku operator A1 jako pierwszy w kraju wprowadził technologię VoLTE (Voice over LTE).
Latem 2018 roku A1 w partnerstwie z „Reshenie Bank” JSC i międzynarodowym systemem płatniczym Visa wprowadził wirtualną kartę cashback v-banking do opłacenia szerokiej gamy usług. W listopadzie 2020 r. A1 i Visa podpisały umowę o partnerstwie strategicznym w celu rozwoju cyfrowych serwisów finansowych w kraju, a także rozszerzenia funkcjonalności w zakresie usług finansowych aplikacji A1 banking.
Z dniem 21 marca 2019 r. operator A1 zaczął świadczyć usługi transmisji danych w technologii 4G. Do końca 2019 r. sieć 4G stała się dostępna dla abonentów A1 we wszystkich dużych miastach w zakresie częstotliwości radiowych 1800 MHz. W grudniu 2019 roku firma ogłosiła partnerstwo strategiczne z operatorem infrastruktury beCloud w celu opracowania standardu telefonii komórkowej 4G na Białorusi, które potrwa 3 lata. Począwszy od 2020 r. A1 dostarczy swoją infrastrukturę pod stacje bazowe, a także przedstawi sieć transportową opartą na rozwiązaniach hybrydowych, przekaźnikowych i światłowodowych, aby sieć 4G w paśmie częstotliwości 800 MHz stała się dostępna na obszarach wiejskich. Dzięki temu od sierpnia 2020 r. do marzec 2022 r. zasięg sieci 4G rozszerzył się: w obwodzie homelskim do 96,4%, w obwodzie mohylewskim do 81%, w obwodzie mińskim do 89%, w obwodzie witebskim do 75%, w obwodzie brestskim do 67%.
8 kwietnia 2019 roku spółka oświadczyła o rozpoczęciu rebrandingu. W okresie przejściowym do końca roku w komunikacji będzie używana marka podwójna velcom | A1. Następnie – jednolita marka A1.
W kwietniu 2019 roku A1 zapewniła bezpłatny dostęp do internetu w technologii Wi-Fi w 18 pociągach elektrycznych Kolei Białoruskich. W czerwcu 2019 roku operator uruchomił 38 nowych stacji bazowych wzdłuż torów kolejowych w celu poprawienia jakości łączności komórkowej w pociągach.
Od kwietnia do maja 2019 roku A1 zapewniła dostępność telefonii komórkowej we wszystkich tunelach linii Moskiewskiej i Autozawodskiej mińskiego metra, w listopadzie 2020 r. łączność stała się dostępna również na linii Zelenołuskiej.
12 sierpnia 2019 roku firma jako pierwsza w kraju uruchomiła wirtualne karty eSIM, natomiast w listopadzie tego samego roku dała możliwość przejścia na eSim online na koncie użytkownika. W 2021 roku możliwe stało się zdalne zostanie abonentem firmy poprzez zarejestrowanie karty eSIM w aplikacji mobilnej "Mój A1", w tym poprzez przeniesienie numeru z innych sieci.
W sierpniu 2019 r. A1 zaprezentowała pierwszy smartfon pod własną marką – „A1 Alpha”, w lipcu 2020 r. rozpoczęła się sprzedaż „A1 Alpha 20+”.
12 listopada 2019 z udziałem A1 została podpisana wspólna białorusko-austriacka deklaracja w celu wzmocnienia współpracy w zakresie telekomunikacji, technologii informacyjno-komunikacyjnych i rozwoju technologii 5G. Operator A1 złożył wniosek o przydzielenie widma radiowego spełniającego wymagania międzynarodowych standardów 5G i prowadzi rozwój architektury sieci 5G. W dniu 22 maja 2020 r. A1 w trybie testowym uruchomiła pierwszą na Białorusi sieć 5G SA (Standalone), zbudowaną w oparciu o autonomiczną architekturę. W dniu 25 maja 2020 r. w tej sieci wykonano pierwsze na Białorusi i w krajach WNP połączenie w technologii VoNR.
W dniu 14 maja 2020 r. firma przedstawiła system „A1 Smart Home”.
W dniu 18 lutego 2021 r. firma zaprezentowała serwis muzyczny A1 Xplore Music od Deezer. Abonenci firmy uzyskali dostęp do platformy streamingowej na specjalnych warunkach.
W dniu 12 maja 2021 r. firma A1 jako druga w kraju zaczęła sprzedawać karty SIM do rejestracji samodzielnej w sklepach sieci partnerskich.

## Właściciele i kierownictwo
Do stycznia 2005 roku 69,9% akcji A1 należało do cypryjskiej firmy SB Telecom, 30% – do Beltechexport JSC, 0,1% do firmy Beltelecom Republikańskie Przedsiębiorstwo Unitarne. W styczniu 2005 do grona posiadaczy akcji spółki dołączyło państwo: uzyskało ono 30,9%, w posiadaniu firmy SB Telecom pozostało 49%, Beltechexport JSC – 20%, Beltelecom – 0,1%.
W sierpniu 2007 roku cypryjska spółka SB Telecom kupiła 100% akcji przedsiębiorstwa za 556 mln USD.
Na początku października 2007 austriacka spółka A1 Telekom Austria Group podpisała umowę o zakupie 70% akcji SB Telecom, a w październiku 2010 roku – pozostałych 30% akcji.
Dyrektorem generalnym spółki jest Helmut Duz (według stanu na 2025 r.).